# Gaststätte Schweizer Hof (Pasing)

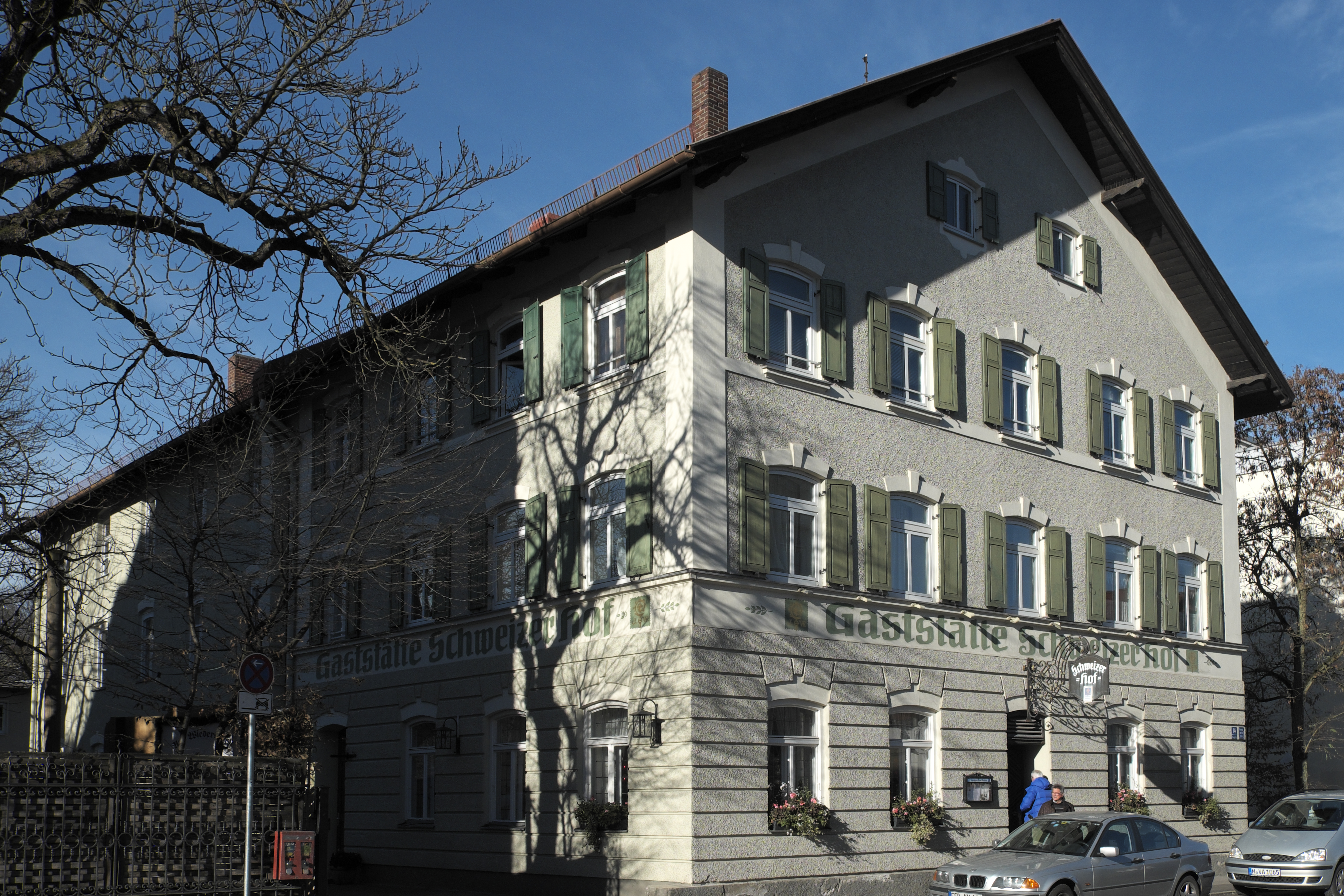
Gaststätte Schweizer Hof im Stadtteil Pasing von München

Die Gaststätte Schweizer Hof im Stadtteil Pasing der bayerischen Landeshauptstadt München wurde nach 1878 errichtet. Das Gasthaus an der Planegger Straße 14 ist ein geschütztes Baudenkmal.
Der Satteldachbau mit rustiziertem Erdgeschoss in ländlichem Stil ersetzte ein an dieser Stelle stehendes Bauernhaus.